# Chen Aharoni
Chen Aharoni (en hebreo: חן אהרוני) (Jolón, 12 de abril de 1990) es un cantautor, músico y presentador de televisión israelí.

## Biografía
Chen Yeshayahu Aharoni nació y creció en Jolón hijo de Tikva Aharoni, atleta discapacitado y campeón israelí de tenis en silla de ruedas y trabajador de Bezeq y de Sashon Aharoni atleta discapacitado, campeón olímpico de esgrima y baloncesto en los Juegos Paralímpicos. Desde muy joven cantó y actuó en Beit Sipriot y bandas juveniles.[cita requerida]
A la edad de 14 años participó en el programa de Hanukkah "Shir Nold" como uno de los niños del programa que incluía a niños de todas las edades como Roni Dalomi, Omer Adam Mai Meler y más. En el programa interpretó la canción Odani Yild en vivo junto al cantante Amir Fay Gutman.
En 2007, a los 17 años, audicionó y fue aceptado en la quinta temporada del programa Kohav Nold. Aunque fue eliminado durante el programa, regresó a la competencia una semana después como parte del "Lifebuoy" y logró llegar a las etapas altas y decisivas.Terminó el programa en cuarto lugar, tras enfrentarse a Shlomi Barel que llegó a la final de la competición. Al final de esta temporada, Boaz Mauda obtuvo el primer puesto. Debido a que fue uno de los concursantes más destacados de esa temporada, y aunque no ganó ni se clasificó para la final, Aharoni firmó un contrato con el sello discográfico israelí NMC Music y ganó popularidad.
Mientras Chen realizaba presentaciones musicales en todo Israel, comenzó a presentar un programa de televisión llamado Ra'ash en el canal de música israelí Music 24 durante 2 temporadas.En agosto de 2008 fue reclutado por el ejército israelí (FDI).
En 2009, comenzó a lanzar sencillos de su próximo álbum debut, Chen Aharoni, lanzado el 23 de diciembre de 2010.Yedioth Ahronoth en su suplemento especial Entertainment Plus publicado con motivo del Año Nuevo hebreo eligió el álbum como uno de los 10 mejores álbumes del año 2010-2011 junto con nombres como Dudu Tasa, Berry Sakharof y Noam Rotem.